# Rana Bahadur Shah
Rana Bahadur Shah (Katmandu, 25 maggio 1775 – Katmandu, 25 aprile 1806) fu re del Nepal dal 1777 al 1799.